# آغاسی (تالش)
آغاسی، روستایی از توابع بخش حویق شهرستان تالش در استان گیلان ایران است.

## جمعیت
این روستا در دهستان حویق قرار دارد و براساس سرشماری مرکز آمار ایران در سال ۱۳۸۵، جمعیت آن ۲۴۸ بوده‌است.